# MTV Unplugged in Athens
MTV Unplugged in Athens е вторият акустичен, шестият концертен и общо 25-и официален албум на германската рок група „Скорпиънс“, издаден от „Сони Мюзик Ентъртейнмънт“ на 29 ноември 2013 г. По предложение на „Ем Ти Ви“ това е вторият акустичен албум на групата след Acoustica от 2001 г., чийто запис е направен в амфитеатъра на връх Ликабетус в Атина, Гърция на 11, 12 и 14 септември 2013 г., в момент в който „Скорпиънс“ са във финалната част на определеното като прощално световно концертно турне Get Your Sting and Blackout World Tour, по време на което групата се отказва от плановете си да прекрати своето съществуване.
Освен класическите техни песни, за продукцията нейните членове написват пети нови и изпълняват някои, които досега не са изпълнявани на живо. Всички акустични аранжименти са направени от самата група, заедно с шведските музиканти Ханс Гардемар, Микаел Норд и Мартин Хансен, като последните двама са и продуценти на албума. Клаус Майне сам изпява и изсвирва на китара Follow Your Heart, докато Рудолф Шенкер прави същото в Love is the Answer. За изпълнението на някои от песните, германците са подпомогнати от гост музиканти и певци, сред които Мортен Харкет от „А-ха“. Концертът е записан и на видео и издаден на DVD и Blu-ray диск, като това е първият „Ем Ти Ви Ънплъгд“ проект записан на открито.
След като е издаден, албумът получава положителни отзиви и високи оценки. Някои от музикалните критици посочват техниката на аранжиментите, вокалите на Клаус Майне и това че се свирят песни, които не са изпълнявани досега, докато други оценяват работата на „Скорпиънс“ като идеална в акустичен формат. В търговски план, той влиза в по-малко световни музикални класации и постига ниски позиции със само две места в Топ 10 в Германия и Съединените американски щати. Въпреки това достига добри продажби в Германия, където Федералната асоциация на музикалната индустрия издава „златни сертификати“, както на албума, така и на DVD-то.
За популяризирането на албума в период на две години са издадени три промоционални сингъла Still Loving You, Rock You Like a Hurricane и Passion Rules the Game. В края на април и началото на май 2014 г., същият тип акустични концерти са изнесени в градовете Кемптен, Мюнхен, Кьолн, Хамбург и Щутгарт в Германия, част от вече преименуваното концертно турне Rock and Roll Forever Tour, което официално приключва в края на ноември същата година.

## Описание
През януари 2010 г. „Скорпиънс“ съобщават, че през месец март същата година издават нов студиен албум - Sting in the Tail и промоционалното световно концертно турне Get Your Sting and Blackout World Tour ще отбележи сбогуването им с музикалната сцена. Албумът постига много добри позиции в международните класации за албуми и получава „златни“ и „платинени“ сертификати за своите продажби в Русия и Германия. Специализираната преса дава високи оценки в различни публикации за Sting in the Tail, някои от които го определят за най-успешния им албум от близо двадесет години, докато други го цитират като перфектен и най-доброто наследство, което групата може да остави.
Издаването на албума и новината, че групата ще прекрати съществуването си, позволява на различни организации да присъдят няколко значителни награди на състава. На 6 април 2010 г. всичките петима членове на „Скорпиънс“ получават звезда на „Рок стената в Холивуд“ в Лос Анджелис. Американските списания „Вегас Рокс!“ и „Джи Кю“ дават награди за цялостно творчество на състава през 2010 г. На 18 май групата е наградена за трети път със „Световни музикални награди“, този път в катергорията „Рок легенди“. Веригата ресторанти „Хардрок Кафе“ също награждава състава за цялостно творчество през ноември 2010 г. През 2011 г. Асоциациятата на германските автори на музика връчва на Клаус Майне, Рудолф Шенкер и Матиас Ябс награда за рок композиция. В същото време Sting in the Tail печели две награди за албум на годината от „Класик Рок Ревистет“ и „Метъл Сторм“. През 2012 г. „Скорпиънс“ стават първата музикална група, която получава награда за „насърчаване на световния мир и разбирателство чрез музика“ от „Центъра за глобален диалог и сътрудничество“.
През 2012 г. Матиас Ябс съобщава, че групата няма да се разделя и че поради големия интерес отново удължават турнето си, този път до края на 2014 г. Още по време на турнето музикантите издават два нови албума - концертния Live 2011 - Get Your Sting & Blackout (2011) и студийния с кавър песни Comeblack (2011), което допълнително показва, че „Скорпиънс“ е все още активна и достатъчно продуктивна музикална група. Година по-късно „Ем Ти Ви“ отправя предложение към групата за акустичен ънплъгд концерт, така както го прави и през 80-те години на 20-и век, но тогава проектът е невъзможен заради поети вече ангажименти от страна на германците. Групата, заедно с Микаел Норд, Мартин Хансен и Ханс Гардемар се срещат в Стокхолм, Швеция за да обсъдят начина, по който продукцията да бъде направена. Матиас Ябс пътува няколко пъти до Стокхолм за да работи с тях по аранжиментите през първата половина на 2013 г.

## Записване
В началото на 2013 г. „Скорпиънс“ потвърждават създаването на нов акустичен албум за поредицата „Ем Ти Ви Ънплъгд“, чийто запис се състои на 11, 12 и 14 септември същата година в амфитеатъра на връх Ликабетус в Атина, Гърция, което се превръща в първият концерт от поредицата, записан на открито. Изборът на място за записите е предварително уговорено между групата и „Ем Ти Ви“ да бъде в Атина, защото по това време на година в Гърция метеорологичните условия позволяват концерт на открито. За някои от струнните аранжименти, музикантите използват като пример песента на „Лед Зепелин“ Kashmir заради помпозното си звучене и отнасянето ѝ към Близкия изток.
Както при Acoustica през 2001 г., групата написва ексклузивни песни за концерта, сред които се открояват песните, композирани индивидуално от Клаус Майне, Рудолф Шенкер и Матиас Ябс. Delicate Dance е инструментална песен, написана от Матиас Ябс, която се опитва да обедини психеделията на „Пинк Флойд“ и ритмите на „Лед Зепелин“. Love is the Answer е „мощна балада“, написана и самостоятелно изпята от Рудолф Шенкер и накрая Follow Your Heart, написана от Клаус Майне и изпълнена от него, акомпанирана само от неговата електроакустична китара. В допълнение към това, групата свири някои свои песни, които никога преди не е изпълнявала на живо, сред които са Where the River Flows и Born to Touch Your Feelings, наред с други.
За трите концерта членовете на „Скорпиънс“ са придружени от шведските музиканти Микаел Норд (китара, мандолина, леп стоманена китара и задни вокали), Мартин Хансен (китара, хармоника и задни вокали), Ола Хелм (китара и задни вокали) и от Ханс Гардемар (пиано, акордеон и хор). Освен това те си сътрудничат с германския перкусионист Пити Хехт, Инго Поуицер на баритон китара и от група гръцки цигулари, които Клаус Майне представя като „струните от рая“. По предложение на „Ем Ти Ви“ германската певица Кете също участва като гост музкант в In Trance, докато Йоханес Страте от „Риволвърхелд“ в Rock You Like a Hurricane и Мортен Харкет от „А-ха“ в Wind of Change, а изпълнението на последната от тези три песни представлявва съкратена версия с пиано, ритъм китара и акордеон. Откритият амфитеатър позволява няколко хиляди зрители да присъстват на трите концерта, което е невъзможно при предишните подобни проекти на „Ем Ти Ви“, тъй като те се провеждат в по-малки зали или студия.

## Издаване
В средата на ноември 2013 г. „Сони Мюзик Ентъртейнмънт“ съобщават, че новият албум на „Скорпиънс“ съдържа нови акустични версии на класическите хитове на групата, както и пет чисто нови песни, в публикацията също така е представен и пълният списък от композициите в изданието. Според официалния уебсайт на групата, MTV Unplugged in Athens е издаден на 29 ноември 2013 г. чрез „Сони Мюзик Ентъртейнмънт“ в Европа и се състои от общо 24 песни разпределени по 12 на два компактдиска, докато в други публикации датата е 2 декември 2013 г. За Съединените американски щати „Ар Си Ей Рекърдс“ издават албума на 2 декември 2013 г. на единичен компактдиск и DVD, като песните в аудио формата са 16 на брой, след като Pictured Life, Speedy's Coming, Born To Touch Your Feelings, The Best Is Yet To Come, In Trance, When You Came Into My Life, Passion Rules The Game и Hit Between The Eyes не са включени в компактдиска поради липса на място. Видео форматът включва всички песни от концерта, както и барабанното соло на Джеймс Котак и Пити Хехт. На 11 декеммври 2013 г. MTV Unplugged in Athens е издаден от „Ар Си Ей Рекърдс“ и в Япония, като продукцията съдържа същия брой песни, както е в европейското издание.
За популяризиране на албума, в период на две години са издадени три промоционални сингъла на компактдискове предназначени за радиостанциите, които включват издадените само в Европа Still Loving You, Rock You Like a Hurricane и Passion Rules The Game. Нито един от тях обаче не присъства в раздел дискография в официалния уеб сайт на групата.
MTV Unplugged in Athens е издаден и като отделно видео издание на DVD и Blu-ray диск в страни от Европа, Азия, Северна и Южна Америка. Форматът на DVD съдържа 25 песни и документален филм за създаването на албума с интервюта с музикантите от групата. Blu-ray дискът включва 24 песни, като барабанното изпълнение на барабаниста на групата Джеймс Котак и гост музиканта Пити Хехт не е част от изданието, както и документалния филм.

## Представяне

### Албум
MTV Unplugged in Athens влиза в класациите на няколко страни в Европа, Северна Америка и Азия, но се представя сравнително незадоволително с 4 места в Топ 10 само в две страни. В Германия той дебютира на 13 декември 2013 г. като №9 и се изкачва до на-висока позиция №5 седмица по-късно, изданието остава в класацията 22 седмици, като последната му позиция е №98 от 6 юни 2014 г. През следващата година Федералната асоциация на музикалната индустрия го сертифицира като „златен“, което представлява 100 000 продадени копия в Германия. В други европейски страни за 2013 г. MTV Unplugged in Athens заема средни до ниски позиции с много малко прекарани седмици в местните класации, както следва: №29 в Швейцария, №37 в Австрия, №50 в Испания, №85 във Франция и №90 в Белгия район Валония, където албумът влиза и излиза от класацията няколко пъти, с последна поява на 30 януари 2015 г., като №187. В началото на 2014 г., MTV Unplugged in Athens заема позиция №195 в Белгия район Фландрия и остава само седмица в класацията.
В Съединените американски щати на 12 декември 2013 г. албумът дебютира под №5 в „Джърман Албумс“, класация разработвана от списание „Билборд“. След това през август 2014 г. заема последователно следните позиции в останалите класации на същата медия: №113 в „Билборд 200“, №113 в „Топ Албум Сейлс“, №41 в „Топ Рок Албумс“, №7 в „Топ Хардрок Албумс“, №41 в „Топ Рок енд Ълтърнатив Албумс“, №106 в „Топ Кърънт Албум Сейлс“, №27 в „Индипендънт Албумс“ и №8 в „Грийс Албумс“. В Южна Корея MTV Unplugged in Athens дебютира в седмицата от 1 декември 2013 г. под №61.

### Концертно турне
Албумът е издаден в момент, в който групата вече се намира във финалата част на най-голямото си концертно турне Get Your Sting and Blackout World Tour, което е и прекръстено на Rock and Roll Forever Tour. От 7 март 2014 г. изявите им преминават през над 15 страни от континентална Европа, включително 7 последователно концерта в различни руски градове, сред които Краснодар, Ростов на Дон, Волгоград, Самара, Екатеринбург и други, последвани от участие на 5 април в артистично шоу на Гран при на Бахрейн от Формула 1, което от своя страна е първият им концерт в тази държава.
Поради успеха на албума в Германия в края на април и началото на май 2014 г., същият тип акустични концерти са изнесени в градовете Кемптен, Мюнхен, Кьолн, Хамбург и Щутгарт. След което от средата на месец юни изнасят единични концерти в Швейцария, Унгария, Испания, Швеция, Финландия, Италия, Австрия, Франция и Нидерландия. Турнето приключва на 29 ноември 2014 г. в Брюксел, Белгия. Така Get Your Sting and Blackout World Tour се превръща в едно от най-успешните турнета на „Скорпиънс“ с 260 концерта на пет континента, посетени от на 1 700 000 зрители и брутна печалба от над 105 милиона долара.

## Коментари на критиците
След издаването си MTV Unplugged in Athens получава положителни отзиви от специализираната преса, по-голямата част от която подчертава техниката на аранжиментите и добрата идея да се свирят песни, които не са изпълнявани досега. Джеб Райт от „Класик Рок Ревизитед“ коментира: „MTV Unplugged in Athens показва група, която рискува, но го прави със самочувствието и страстта, необходими за постигането на грандиозен успех.“ В заключителните думи към коментара си, той смята, че това не може да означава пенсиониране за „Скорпиънс“, защото в този момент групата е на „върха на своята игра“ и все още имат способности и креативност да продължат. Грегъри Хийни от „Олмюзик“ подчерта емоциите, доставяни във всяка песен и добавя: „С два диска с добро качество, феновете на „Скорпиънс“ определено ще искат да проверят това.“ Кристиан Павес от „Рокаксис“ в обширен коментар за продукцията казва, че „Скорпиънс“ без съмнение са идеалната група за свирене в акустичен формат. Той сравнява MTV Unplugged in Athens с предишния акустичен албум на германците Acoustica от 2001 г., като според него не е изненада „защото тази среда не е нова за „Скорпиънс““. В края на своя коментар, той пише, че триото Матиас Ябс и Рудолф Шенкер се справят добре с аранжиментите, докато вокалите на Клаус Майне все още демонстрират жизненост и „остават абсолютно непокътнати“.
Екипът на уеб сайта „Ултимейт Гитар“ дава обобщена оценка 8 на изданието. Според публикацията, този нов албум записан на живо трябва да удовлетвори апетитите на отдадените фенове на германците. Въпреки това, хармоничните струни на струнната част, в началото на всяка песен прави трудно нейното разпознаване и дава Blackout за пример, но същевременно се подчертава значението на стила на пеене на Клаус Майне, който е факторът позволяващ на слушателя да различи коя песен слуша. Коментарът завършва с обобщаващ анализ, че „Откъдето и да го погледнете, MTV Unplugged е забележително усилие, на което всеки познат рок фен трябва поне да обърне внимание.“ Кевин Вижбицки от „Антимюзик“ оценява албума с пет звезди: „Скорпиънс“ издадоха много изпълнения на живо, но нито едно досега не беше бомбастично.

## Списък с песните в аудио албума
| Диск едно 1. Sting in the Tail – 4:38 2. Can't Live Without You – 3:53 3. Pictured Life – 3:56 4. Speedy's Coming – 4:16 5. Born to Touch Your Feelings – 6:14 6. The Best is yet to Come – 5:03 7. Dancing with the Moonlight – 3:58 8. In Trance – 4:34 9. When You Came into My Life – 5:04 10. Delicate Dance – 5:10 11. Love is the Answer – 4:30 12. Follow Your Heart – 2:45 | Диск две 1. Send Me an Angel – 3:57 2. Where the River Flows – 3:58 3. Passion Rules the Game – 5:45 4. Rock You Like a Hurricane – 4:58 5. Hit Between the Eyes – 4:45 6. Rock 'n' Roll Band – 4:32 7. Blackout – 4:57 8. Still Loving You – 3:42 9. Big City Nights – 4:31 10. Wind of Change – 5:31 11. No One Like You – 4:39 12. When the Smoke Is Going Down – 3:43 |

## Списък с песните във видео албума
| 1. Sting in the Tail 2. Can't Live Without You 3. Pictured Life 4. Speedy's Coming 5. Born to Touch Your Feelings 6. The Best is yet to Come 7. Dancing with the Moonlight 8. In Trance 9. When You Came into My Life 10. Delicate Dance 11. Love is the Answer 12. Follow Your Heart | 1. Send Me an Angel 2. Where the River Flows 3. Passion Rules the Game 4. Rock You Like a Hurricane 5. Hit Between the Eyes 6. Drum-Athenica Pitti vs James 7. Rock 'n' Roll Band 8. Blackout 9. Still Loving You 10. Big City Nights 11. Wind of Change 12. No One Like You 13. When the Smoke Is Going Down |

## Състав
| Музиканти - Клаус Майне - вокали и китара на Follow Your Heart - Рудолф Шенкер - китара, ситар и вокали на Love is the Answer - Матиас Ябс - китара - Павел Мончивода - бас - Джеймс Котак - барабани Музиканти за акомпанимент - Микаел Норд – китари, мандолина, вокали - Мартин Хансен – китари, хармоника, вокали - Ола Хиелем – китари, вокали - Ханс Гардемар – клавишни, акордеон, вокали - Пити Хехт – перкуси - Инго Поуицер - китари Гост певци - Кете – вокали на In Trance - Йоханес Страте – вокали на Rock You Like a Hurricane - Мортен Харкен – вокали на Wind of Change - Ина Мюлер – вокали на Where the River Flows Източник на информацията: Обложката на MTV Unplugged in Athens. | „Оркестър от Рая“ - Ирина Шаленкова – цигулка (ръководител) - Георги Гайтанос и Лилия Юсупова – виола - Елена Шаленкова, Ева Мошинска, Катя Каминская - цигулка Продукция - Микаел Норд и Мартин Хансен - продукция - Микаел Норд и Мартин Хансен - смесване - Матс Линдфорс - обработка - Ханс Гардемар, Мартин Хансен, Матиас Ябс, Микаел Норд - аранжимент - Изабел Пик, Маркус Бауер и Надя Тремел - оформление на обложката - „Сасенбах Адвърсинг“ - дизайн - Торстен Хилз - фотограф - Робин Шефер - асистент фотограф |

## Позиция в класациите
| Класация                              | Най-висока позиция | Източник |         |
| 2013 г.                               | 2013 г.            | 2013 г.  | 2013 г. |
| ------------------------------------- | ------------------ | -------- | ------- |
| Австрия                               | 37                 | [ 37 ]   |         |
| Белгия (Валония)                      | 90                 | [ 40 ]   |         |
| Германия                              | 9                  | [ 34 ]   |         |
| Испания                               | 50                 | [ 38 ]   |         |
| САЩ („Джърман Албумс“)                | 5                  | [ 42 ]   |         |
| Франция                               | 85                 | [ 39 ]   |         |
| Швейцария                             | 29                 | [ 36 ]   |         |
| Южна Корея                            | 61                 | [ 43 ]   |         |
| 2014 г.                               |                    |          |         |
| Белгия (Фландрия)                     | 195                | [ 41 ]   |         |
| САЩ („Билборд 200“)                   | 113                | [ 42 ]   |         |
| САЩ („Грийс Албумс“)                  | 8                  | [ 42 ]   |         |
| САЩ („Индипендънт Албумс“)            | 27                 | [ 42 ]   |         |
| САЩ („Топ Албум Сейлс“)               | 113                | [ 42 ]   |         |
| САЩ („Топ Кърънт Албум Сейлс“)        | 27                 | [ 42 ]   |         |
| САЩ („Топ Рок Албумс“)                | 41                 | [ 42 ]   |         |
| САЩ („Топ Рок енд Ълтърнатив Албумс“) | 41                 | [ 42 ]   |         |
| САЩ („Топ Хардрок Албум“)             | 7                  | [ 42 ]   |         |

## Сертификати
Компакт диск
| Държава  | Сертифициращ орган                           | Сертификат | Сертифицирани продажби | Източник |
| -------- | -------------------------------------------- | ---------- | ---------------------- | -------- |
| Германия | Федерална асоциация на музикалната индустрия | Златен     | 100 000                | [ 35 ]   |

DVD
| Държава  | Сертифициращ орган                           | Сертификат | Сертифицирани продажби | Източник |
| -------- | -------------------------------------------- | ---------- | ---------------------- | -------- |
| Германия | Федерална асоциация на музикалната индустрия | Златен     | 25 000                 | [ 35 ]   |